# Takefumi Toma
Takefumi Toma (當間 建文 Toma Takefumi?), född 21 mars 1989 i Okinawa prefektur, är en japansk fotbollsspelare.
Toma började sin karriär 2007 i Kashima Antlers. Efter Kashima Antlers spelade han för Tochigi SC, Montedio Yamagata, Matsumoto Yamaga FC och FC Gifu.